# Титсьерсктерадел
Титсьерсктерадел (нидерл.  Tietjerksteradeel, з.-фриз.  Tytsjerksteradiel) — община в провинции Фрисландия (Нидерланды).

## География
Территория общины занимает 161,41 км², из которых 148,86 км² — суша и 12,55 км² — водная поверхность. На 1 августа 2020 года в общине проживало 32 079 человек.
Община Опстерланд состоит из шестнадцати деревень. Центр — деревня Бергюм. У деревень есть два названия: голландское и фризское. Фризский язык является основным языком в малых и средних деревнях, хотя голландский язык стал чаще использоваться в последние десятилетия.